# Vir Chakra
Le Vir Chakra est une médaille militaire indienne décernée en temps de guerre. Elle a remplacé la médaille britannique Distinguished Service Cross (DSC), la Military Cross (MC) et la Distinguished Flying Cross (DFC). L'attribution de la décoration entraîne le droit d'utiliser Vr.C. comme abréviation postnominale (notez le soin de distinguer cette abréviation de celle de la Croix de Victoria (VC)). Elle est le troisième médaille dans l'ordre protocolaires pour les médailles militaires délivrées au feu et vient après le Param Vir Chakra et Maha Vir Chakra.

## Origine
Elle fut créée par le Président de l'Inde le 26 janvier 1950 (avec effet au 15 août 1947). Les statuts furent modifiés le 12 janvier 1952 pour réajuster l'ordre de port à mesure que de nouvelles décorations étaient établies. 

## Apparence
La médaille est circulaire en argent de 3,5cm de diamètre. L'avers représente une étoile à cinq branches, avec le chakra au centre, et, sur celui-ci, l'emblème de l'État en forme de dôme doré. Le nom de la décoration est inscrit sur la bordure et la médaille est suspendue à une barrette. La médaille est presque toujours nommée et datée sur le bord. Autour d'un centre plein et uni, figurent deux légendes séparées par des fleurs de lotus : Vir Chakra écrit en hindi et en anglais. Le ruban fait 32 mm, pour moitié bleu foncé et pour moitié orange-safran. Chacune des couleurs fait 16 mm de large. 
La médaille comporte une allocation en numéraire et, dans certains cas, un prix en espèces forfaitaire. Depuis la création de la médaille, cela a toujours été un problème. Depuis le 1er février 1999, le gouvernement central fixe une allocation mensuelle de Rs. 850 pour les récipiendaires de la médaille. En outre, de nombreuses provinces ont ajouté une majoration de la retraite individuelle pour les récipiendaires de la décoration.

## Liste des récipiendaires du Vir Chakra
Un total de 1 322 personnes ont reçu Vir Chakra. Voici quelques-uns de ses récipiendaires :
| Rank                                            | Recipient                          | Service                                | Date                |                                    |
| ----------------------------------------------- | ---------------------------------- | -------------------------------------- | ------------------- | ---------------------------------- |
| Subedar                                         | Waryam Singh                       | Jammu and Kashmir Rifles               | 1969 (Republic Day) | Cho la clashes                     |
| Lt.                                             | Thervil Parambil Guna Narayana Pai | Army Service Corps 50 Para Brigade     | 26 January, 1950    | Kashmir Operations                 |
| Major                                           | Tirath Singh Oberoi                | Indian Army                            | 26 January, 1950    | Kashmir War                        |
| Capt                                            | Venkata Pathi Rangaswami           | Army Medical Corps (India)             | 20 May, 1948        | 1948 Operation Polo                |
| Major                                           | Venkata Pathi Rangaswami           | Army Medical Corps (India)             | 29 Mar, 1951        | Operation Savage (Sikkim)          |
| Wg Cdr                                          | R. C. Kohli                        | Indian Air Force                       | 26th Jan, 1972      | 1971 Pakistan War                  |
| Subedar                                         | Nadikerianda Bheemaiah             | Indian Army                            | 1947                | Kashmir War                        |
| 2nd Lieutenant                                  | R Kanikasamy                       | Indian Army                            | 1947                | Kashmir War                        |
| Brigadier                                       | Harbaksh Singh                     | Indian Army                            | 1 May 1948          | 1948 Operation Polo                |
| Hony Lt                                         | Gopal Singh Gusain                 | Indian Army                            | 1962                | Operation Leg Horn at Nuranang     |
| L Hav                                           | Narender Dutt                      | Indian Army (Bengal Sappers)           | 18 Nov 1962         | Operation Leg Horn                 |
| Hav.                                            | Ishwar Singh                       | Indian Army                            | 15 March 1948       | 1948 Operation Polo                |
| Flt Lt                                          | Vonthibettu Prabhakara Hegde       | Indian Air Force                       | 26-Jan-1950         | Kashmir operations                 |
| Gp Capt                                         | Zafar Ali Shah                     | Indian Air Force                       | 20 Nov 1950         | Kashmir operations                 |
| Wg Cdr                                          | Krishan Kant Saini                 | Indian Air Force                       | 18 Nov 1962         | Operation Leg Horn                 |
| Lt Gen                                          | Zorawar Chand Bakshi               | Indian Army                            | 05 Aug 1965         | Operation Ablaze                   |
| Wg Cdr                                          | Trevor Keelor                      | Indian Air Force                       | 03 Sep 1965         | Operation Riddle                   |
| Air Cmde                                        | Alfred Tyrone Cooke                | Indian Air Force                       | 07 Sep 1965         | Operation Riddle                   |
| Air Mrshl                                       | Denzil Keelor                      | Indian Air Force                       | 19 Sep 1965         | Operation Riddle                   |
| Lt Gen                                          | Mohammad Ahmad Zaki                | Indian Army                            | 20 Sep 1965         | Operation Riddle                   |
| Major                                           | Prabhakar Shantaram Deshpande      | Indian Army, Artillery                 | 10 Oct 1965         | Barmer Sector                      |
| Capt                                            | Achhar Singh Kaila                 | Indian Army                            | 24 Nov 1965         | Operation Riddle                   |
| 2 Lt                                            | Gopal Krishan Duggal               | Indian Army                            | 17 Nov 1965         | Operation Riddle                   |
| Adm                                             | Laxminarayan Ramdass               | Indian Navy                            | 01 Dec 1971         | Operation Cactus Lily              |
| Subedar                                         | Gurdev Singh Hans                  | Indian Army                            | 04 Dec 1971         | Operation Cactus Lily              |
| Maj                                             | Nanjappa K P                       | Indian Army                            | 05 Dec 1971         | Battle of Daudkandi                |
| Wg Cdr                                          | Kukke Suresh                       | Indian Air Force                       | 05 Dec 1971         | Battle of Longewala                |
| Lt Col                                          | Raj Singh                          | Indian Army                            | 15 Dec 1971         | Operation Cactus Lily              |
| Lieutenant                                      | K.S. Brar                          | Indian Army                            | 16 Dec 1971         | Battle of Jamalpur                 |
| Flt. Lt. (Now Gp. Captain)                      | Mahabir P. Premi                   | Indian Air Force                       | 17 Dec 1971         | Operation Cactus Lily              |
| Major                                           | PK Sharma                          | Indian Army                            | 06 Dec 1971         | Operation Cactus Lily              |
| Captain                                         | Jatinder Kumar                     | Indian Army                            | 06 Dec 1971         | Operation Cactus Lily              |
| Col                                             | Gopal Krishan Trivedy              | Indian Army                            | 11 Dec 1971         | Operation Cactus Lily              |
| Lt Col                                          | Satish Nambiar                     | Indian Army                            | 11 Dec 1971         | Operation Cactus Lily              |
| Capt.                                           | Gurbux Singh Bhatti                | Indian Army                            | 16 Dec 1971         | Battle of Basantar                 |
| Air Cmde                                        | Jasjit Singh                       | Indian Air Force                       | 17 Dec 1971         | Operation Cactus Lily              |
| Grenadier                                       | Rafiq Khan                         | Indian Army                            | 19 Dec 1971         | Operation Cactus Lily              |
| Vice Adm                                        | Arun Prakash                       | Indian Navy                            | 21 Dec 1971         | Operation Cactus Lily              |
| Lt.Cdr                                          | Deepak Agarwal                     | Indian Navy                            | 3.11.1987           |                                    |
| Squadron Leader                                 | M A Ganapathy                      | Indian Air force                       | 1972                | Boyra Encounter (1971)             |
| Air Commodore                                   | Kuldeep Singh Sahota               | Indian Air Force                       | 26 Jan 1972         | 1971 Pakistan war                  |
| Flight Lieutenant                               | Andre Rudolf Da Costa              | Indian Air Force                       | 26 Jan 1972         | 1971 Pakistan war                  |
| CDR                                             | Binoy Roy Chowdhury                | Indian Navy                            | 26 Jan 1971         | 1971 Pakistan war                  |
| Flight Lieutenant                               | Lawrence Frederic Pereira          | Indian Air Force                       | 26 Jan 1972         | Operation Cactus Lilly             |
| Garnedier                                       | Ram Kumar                          | Indian Army                            | 22 October 1972     | 1971 Pakistan war                  |
| Lieutenant-General                              | Francis Tiburtius Dias             | Indian Army                            | 15 August 1972      | Operation Cactus Lilly             |
| Flying Officer                                  | Kariyadil Cheriyan Kuruvilla       | Indian Air Force                       | 1973 (Republic Day) |                                    |
| Rifle Man                                       | Kuldeep Singh                      | Indian Army                            | 24 May 1988         | Operation Savage (Sikkim)          |
| Major                                           | Birendra Singh                     | Indian Army                            | 1988 (Republic Day) | Jaffna University Helidrop         |
| Capt                                            | Ashish Sonal                       | Indian Army                            | 26 Jan 1991         | Operation Pawan                    |
| Major                                           | Alok Shivkumar Dubey               | Indian Army                            | 26 Jan 1991         | Operation Pawan                    |
| H/capt                                          | Swaran Singh                       | Indian Army                            | 28 Apr 1990         | Operation Pawan                    |
| Capt                                            | Sunil Khokhar                      | Indian Army                            | 01 Jan 1996         | Kashmir operations                 |
| Havildar                                        | Ram Kumar 8031499                  | 18 Grenadiers Regiment                 | 15 August 1999      | Operation Vijay, Kargil War        |
| Sub                                             | Randhir Singh                      | Indian Army                            | 01 Jan 1999         | Operation Vijay, Kargil War        |
| Sqn Ldr                                         | Ajay Ahuja                         | Indian Air Force                       | 01 Jan 1999         | Operation Safed Sagar, Kargil War  |
| Maj                                             | Gautam Shashikumar Khot            | Indian Army, Army Aviation Corps       | 26 Jan 1999         | Operation Vijay, Kargil War        |
| Col                                             | Magod Basappa Ravindranath         | Indian Army, 2 Rajputana Rifles        | 28 Jun 1999         | Battle of Tololing, Kargil War     |
| Capt                                            | R Jery Prem Raj                    | Indian Army                            | 07 Jul 1999         | Operation Vijay, Kargil War        |
| Lt                                              | Deepankar Kapoor Singh Sharawat    | 2 Naga Regiment                        | 8 July 1999         | Operation Vijay, Kargil War        |
| Hav                                             | Sish Ram Gill                      | Indian Army                            | 15 Aug 1999         | Operation Vijay, Kargil War        |
| Subedar                                         | R. Gautam                          | Indian Army                            | 15 Aug 1999         | Operation Vijay, Kargil War        |
| Capt                                            | Jintu Gogoi                        | Indian Army                            | 30 Jun 1999         | Operation Vijay, Kargil War        |
| Subedar                                         | Bhawarlal Bhakar                   | Indian Army                            | Jun 1999            | Battle of Tololing, Kargil War     |
| Havaldar                                        | Yashvir Singh Tomar                | Indian Army                            | Jun 1999            | Battle of Tololing, Kargil War     |
| Naik                                            | B.M. Chaturvedi                    | Indian Army                            | 15 Aug 1999         | Operation Vijay, Kargil War        |
| Lt Colonel                                      | Ramakrishnan Vishwanathan          | Indian Army, 18 grenadiers             | Jun 1999            | Battle of Tololing, Kargil War     |
| Hav                                             | Balwant Singh                      | Indian Army                            | 15 Aug 1999         | Operation Vijay, Kargil War        |
| Captain                                         | Amol Kalia                         | Indian Army, 12 J&amp;K Light Infantry | Jun 1999            | Batalik sector, Kargil War         |
| Captain                                         | Haneef Uddin                       | Indian Army, 11 Rajputana Rifles       | Jun 1999            | Batalik sector, Kargil War         |
| Captain                                         | Sumit Roy                          | Indian Army, 18 Garhwal Rifles         | Jun 1999            | Batalik sector, Kargil War         |
| Havaldar                                        | Madan lal                          | Indian Army                            | 5 Jul 1999          | Battle of Tiger Hill, Kargil War   |
| Capt                                            | Vijayant Thapar                    | Indian Army                            | 15 Aug 1999         | Operation Vijay, Kargil War        |
| Major                                           | Mariappan Saravanan                | Indian Army                            | 15 Aug 1999         | Operation Vijay, Kargil War        |
| Col                                             | Lalit Rai                          | Indian Army                            | 15 Aug 1999         | Operation Vijay (1999), Kargil War |
| Lt. Col.                                        | Yogesh Kumar Joshi                 | Indian Army                            | 15 Aug 1999         | Operation Vijay (1999), Kargil War |
| Col                                             | M. B. Ravindranath                 | Indian Army                            | 15 Aug 1999         | Operation Vijay, Kargil War        |
| Capt                                            | Baleyada Muthanna Cariappa         | Indian Army                            | 26 Jan 2000         | Operation Vijay, Kargil War        |
| Sepoy                                           | Roshan Kumar                       | Indian Army                            | 15 Aug 1999         | Operation Vijay, Kargil War        |
| Havildar                                        | Chuni Lal                          | Indian Army                            | 30 Aug 2000         | Operation Vijay, Kargil War        |
| Wg Cdr                                          | Abhinandan Varthaman               | Indian Air Force                       | 15 Aug 2019         | 2019 India-Pakistan standoff       |
| Cdr R.J.Millan Indian Navy Dec1971 Indo-Pak war |                                    |                                        |                     |                                    |